# Surprise de Lierre
Guerre de Quatre-Vingts Ans
Batailles
- Chronologie de la guerre de Quatre-Vingts Ans
- Valenciennes
- Austruweel
- Rheindalen
- Heiligerlee
- Jemmingen
- Jodoigne
- Brielle
- 1er Flessingue
- Malines
- Goes
- Mons
- Haarlem
- 2e Flessingue
- Borsele
- Zuiderzee
- Alkmaar
- Leyde
- Reimerswaal
- Mook
- Lillo
- Zierikzee
- 1er Anvers
- 1er Bréda
- Gembloux
- Rijmenam
- 1er Deventer
- Maastricht
- 2e Bréda
- Açores
- 2e Anvers
- 3e Anvers
- Boksum
- Zutphen
- 1er Berg-op-Zoom
- Gravelines
- 3e Bréda
- 2e Deventer
- Groningue
- Huy
- 1er Groenlo1
- 2e Groenlo
- Turnhout
- Nieuport
- Ostende
- L'Écluse
- 3e Groenlo
- Saint-Vincent
- Gibraltar
- Saint-Vincent (1621)
- 2e Berg-op-Zoom
- 4e Bréda
- 4e Groenlo
- Matanzas
- Bois-le-Duc
- Abrolhos
- Slaak
- Maastricht
- 5e Bréda
- Cabañas
- Calloo
- Les Downs
- Saint-Vincent (1641)
- Hulst
- Cavite

La prise de Lierre ou surprise de Lierre est un épisode de la guerre de Quatre-Vingt Ans survenu le 2 août 1582, qui voit un capitaine écossais trahir les États généraux et livrer la ville de Lierre aux troupes espagnoles.

## Contexte
Les troupes espagnoles quittent la ville de Lierre en 1577 après la conclusion de l'Édit perpétuel. La ville est alors gardée par une garnison des États généraux. Dans les années qui suivent, les catholiques se voient interdire de pratiquer leur foi, et les églises lierroises sont pillées à plusieurs reprises.

## Déroulement
En 1582, c'est une garnison hollandais qui garde la ville de Lierre, aux ordres du gouverneur Johannes van Heetvelde, ainsi qu'une escouade d'Écossais commandée par le capitaine William Semple (es) (ou Sempill), en désaccord avec les États généraux au sujet de la solde. Il entre en négociations secrètes avec Alexandre Farnèse afin de lui livrer la ville.
Le 1er août, le capitaine Semple demande un renfort de troupes au gouverneur Heetvelde pour attaquer les Espagnols : il reçoit ainsi trente hommes supplémentaires. Il part ensuite par la porte de Louvain et laisse ses soldats se reposer dans une église dans un village voisin : là, les Écossais saisissent les renforts du gouverneur et les ligotent. Ils rejoignent ensuite les troupes de Claude de Berlaymont (seigneur de Haultepenne, qui s'est emparé de Bréda l'année précédente) et prennent ensemble la direction de Lierre, laissant les prisonniers à l'arrière.
Le lendemain, à 3 h du matin, ils se présentent aux portes de la ville, gardées par les hommes du lieutenant Semple, le frère du capitaine. Le capitaine en charge, Cornelis Krickaerts, ne soupçonne rien, car les Écossais se sont toujours comporté de manière exemplaire, et ouvre la porte d'accès extérieure. Les royalistes poignardent alors Krickaerts et ses hommes et entrent dans la ville.
Un des prisonniers parvient à se défaire de ses liens, s'enfuit, traverse les douves à la nage et grimpe à la tour du Français en criant pour sonner l'alerte. Entendant ce cri, le lieutenant Semple et ses troupes volent les clés des autres portes afin de laisser entrer le capitaine Semple et Berlaymont dans la ville le plus discrètement possible. Une fois en ville, ils font sonner les trompettes et les cavaliers de Berlaymont éliminent rapidement les gardes, incapables de prendre leur poste à temps. Des soldats et des civils sont tués lors des combats qui s'ensuivent. Les États, dont le gouverneur Heetvelde, fuient Lierre le plus rapidement possible, certains même à la nage. La ville est pillée et les citoyens pris en otages.

## Conséquences
Peu après la prise de la ville, la religion catholique y est rétablie. Le capitaine Semple retrouve le duc de Parme à Namur, qui l'envoie en Espagne auprès du roi Philippe II pour être généreusement récompensé pour ses actes.
En 1595, Charles de Héraugière tente de reconquérir la ville pour le compte des États généraux, mais lors de cet épisode connu sous le nom de Furie lierroise, les habitants de Lierre soutenus par les milices d'Anvers et de Malines parviennent à repousser l'attaque.

## Sources
- Jacques-Auguste de Thou, Histoire universelle : Depuis 1543 jusqu'en 1607, vol. VIII : 1578-1582, Londres, 1734 (lire en ligne), p. 619-620
- (nl) Constant Philippe Serrure, Vaderlandsch museum voor Nederduitsche letterkunde: oudheid en geschiedenis, vol. IV, C. Annoot-Braeckman (lire en ligne), p. 407-409
- (nl) Christiaan Van Lom, Beschryving der Stad Lier in Brabant (etc.), Block, 1740 (lire en ligne), p. 78-83
- (en) Thomas Graves Law, « Sempill, William », dans Dictionary of National Biography, 1885-1900, vol. 51, 1897 (lire en ligne), p. 239-240